# Dennis Owchar
Dennis „Denny“ Owchar (* 28. März 1953 in Dryden, Ontario) ist ein ehemaliger kanadischer Eishockeyspieler, der im Verlauf seiner aktiven Karriere zwischen 1972 und 1982 unter anderem 298 Spiele für die Pittsburgh Penguins und Colorado Rockies in der National Hockey League (NHL) auf der Position des Verteidigers bestritten hat. Seinen größten Karriereerfolg feierte Owchar jedoch im Trikot der Hershey Bears aus der American Hockey League (AHL) mit dem Gewinn des Calder Cups im Jahr 1974.

## Karriere
Owchar verbrachte seine Juniorenzeit zunächst zwischen 1969 und 1972 bei den Fort William Hurricanes in der Thunder Bay Junior Hockey League (TBJHL), mit denen er am Memorial Cup 1970 teilnahm. Anschließend wechselte der Verteidiger innerhalb des kanadischen Juniorenligensystems in die Ontario Hockey Association (OHA) und lief in der Saison 1972/73 sowohl für die St. Catharines Black Hawks als auch Toronto Marlboros auf. Mit den Marlboros sicherte er sich am Saisonende das Double bestehend aus dem J. Ross Robertson Cup der OHA sowie dem Memorial Cup der gesamten Canadian Hockey League (CHL). Nach der Spielzeit wurde der 20-Jährige, der in der Saison wegen einer Knieverletzung lange ausgefallen war, schließlich sowohl im NHL Amateur Draft 1973 in der vierten Runde an 55. Position von den Pittsburgh Penguins aus der National Hockey League (NHL) als auch im WHA Amateur Draft 1973 in der sechsten Runde an 74. Stelle von den Houston Aeros aus der zu dieser Zeit mit der NHL in Konkurrenz stehenden World Hockey Association (WHA) ausgewählt.
Der Kanadier entschied sich im Sommer 1973 in die Organisation der Pittsburgh Penguins zu wechseln. Dort kam Owchar zunächst im Farmteam Hershey Bears in der American Hockey League (AHL) zu Einsätzen. In der Saison 1973/74 gewann er mit den Bears den Calder Cup der AHL. Im Jahr nach dem Titelgewinn schaffte der Abwehrspieler den Sprung in den erweiterten NHL-Kader der Penguins und pendelte somit zwischen der NHL und AHL, ehe er sich in der Spielzeit 1975/76 im Kader Pittsburghs etablierte. Der Aufstieg Owchars wurde im Januar 1977 jäh gebremst, als er sich erneut mehrere Bänderrisse im Knie zuzog und nur 46 Spiele absolvierte. Nachdem er sein Comeback gefeiert hatte, wurde er im Dezember 1977 im Tausch für Tom Edur an die Colorado Rockies abgegeben.
Bei den Rockies spielte der Defensivakteur bis zum Ende der Saison 1978/79 regelmäßig, wurde jedoch dann im Mai 1979 gemeinsam mit Larry Skinner zu den New Haven Nighthawks in der AHL transferiert, während Colorado im Gegenzug Bobby Sheehan erhielt. Da die Nighthawks zu diesem Zeitpunkt in einer Kooperation mit den Rockies standen, absolvierte Owchar in der Saison 1979/70 trotz des Wechsels bis Anfang November 1979 noch zehn Spiele für das Franchise. Danach lief er nur noch für New Haven auf und spielte dort mit einer einjährigen Unterbrechung bis zum Ende der Spielzeit 1981/82. Anschließend beendete der 29-Jährige seine Profikarriere und spielte bis 1987 nur noch im Amateurbereich, wo er in den Jahren 1984 und 1985 mit den Thunder Bay Twins zweimal den Allan Cup gewann.

## Erfolge und Auszeichnungen
| - 1973 J.-Ross-Robertson-Cup-Gewinn mit den Toronto Marlboros - 1973 Memorial-Cup-Gewinn mit den Toronto Marlboros - 1974 Calder-Cup-Gewinn mit den Hershey Bears | - 1984 Allan-Cup-Gewinn mit den Thunder Bay Twins - 1985 Allan-Cup-Gewinn mit den Thunder Bay Twins - 1995 Aufnahme in die Northwestern Ontario Sports Hall of Fame |

## Karrierestatistik
(Legende zur Spielerstatistik: Sp oder GP = absolvierte Spiele; T oder G = erzielte Tore; V oder A = erzielte Assists; Pkt oder Pts = erzielte Scorerpunkte; SM oder PIM = erhaltene Strafminuten; +/− = Plus/Minus-Bilanz; PP = erzielte Überzahltore; SH = erzielte Unterzahltore; GW = erzielte Siegtore; 1 Play-downs/Relegation; Kursiv: Statistik nicht vollständig)